# Вайс, Йиржи
Йи́ржи Вайс (чеш. Jiří Weiss; 29 марта 1913, Прага, Австро-Венгрия, ныне Чехия — 10 апреля 2004, Санта-Моника, Калифорния, США) — чешский кинорежиссёр, сценарист, актёр, оператор и монтажёр.

## Биография
Из еврейской семьи. Учился на юридическом факультете. Работал журналистом и кинокритиком. Начинал свою кинокарьеру на пражской студии документальных фильмов. В годы фашистской оккупации работал в Великобритании. Часто экранизировал чешскую литературную классику. Был универсальным работником, совмещая практически все кинопрофессии. Последние годы провёл в эмиграции.

## Избранная фильмография

### Режиссёр
- 1935 — Люди на солнце / Lidé na slunci (к/м)
- 1936 — Дайте нам крылья / Dejte nám křídla (к/м)
- 1937 — Песнь о печальной земле / Píseň o smutné zemi (к/м)
- 1937 — Пойдем с нами / Pojď s námi (к/м)
- 1938 — Наша земля / Naše země (к/м)
- 1938 — Путь из тени / Cesta ze stínu (к/м)
- 1939 — Падение Чехословакии / The Rape of Czechoslovakia (к/м)
- 1940 — Вечная Прага / Eternal Prague (к/м)
- 1940 — Кто убил Джека Робинса? / Who Killed Jack Robins?
- 1940 — Отечественный фронт / Home Front (к/м)
- 1941 — Джон Смит просыпается / John Smith Wakes Up (к/м)
- 1942 — 100 миллионов женщин / 100 miliónu zen (к/м)
- 1942 — Молодежь борется / Mládež bojuje (к/м)
- 1942 — Порабощённая земля / Porobená země (к/м)
- 1942 — Советский Союз наступает / Sovětský Svaz útočí (к/м)
- 1943 — 311 / 311 (к/м)
- 1944 — Перед нападением / Before the Raid (к/м)
- 1945 — Ночь и день / Night and Day
- 1945 — Останемся верны / Věrni zůstaneme
- 1947 — Похищенная граница / Uloupená hranice
- 1948 — Хищники / Dravci
- 1949 — Песнь о слёте / Píseň o sletu
- 1950 — Последний выстрел / Poslední výstřel
- 1951 — Встанут новые бойцы / Vstanou noví bojovníci (по Антонину Запотоцкому)
- 1953 — Мой друг Фабиан / Můj přítel Fabián
- 1954 — Пунтя и четырёхлистник / Punťa a čtyřlístek
- 1956 — Жизнь поставлена на карту / Hra o život
- 1957 — Волчья яма / Vlčí jáma (по Ярмиле Глазаровой[чеш.])
- 1959 — Такая любовь / Taková láska
- 1960 — Ромео, Джульетта и тьма / Romeo, Julia a tma (по Яну Отченашеку)
- 1962 — Трус / Zbabělec
- 1963 — Золотой папоротник / Zlaté kapradí (по сказке Яна Дрды)
- 1963 — Простите, ошибка! / Promiňte, omyl (ТВ)
- 1965 — Тридцать один градус в тени / Třicet jedna ve stínu
- 1966 — Убийство по-чешски / Vražda po česku (по Яну Отченашеку)
- 1968 — Правосудие для Сельвина / Spravedlnost pro Selvina (ТВ)
- 1969 — Ватерлоо / Waterloo (ТВ)
- 1970 — Постоялый двор / Die Herberge (ТВ)
- 1970 — Как стать его супругой / Wie man seinen Gatten los wird
- 1990 — Марта и я / Martha et moi

### Сценарист
- 1945 — Останемся верны / Věrni zůstaneme
- 1947 — Похищенная граница / Uloupená hranice
- 1948 — Хищники / Dravci
- 1949 — Песнь о слёте / Píseň o sletu
- 1953 — Мой друг Фабиан / Můj přítel Fabián
- 1954 — Пунтя и четырёхлистник / Punťa a čtyřlístek
- 1956 — Жизнь поставлена на карту / Hra o život
- 1957 — Робинзонка / Robinsonka
- 1957 — Волчья яма / Vlčí jáma
- 1959 — Такая любовь / Taková láska
- 1960 — Ромео, Джульетта и тьма / Romeo, Julia a tma
- 1962 — Трус / Zbabělec
- 1963 — Король королю / Král Králu (по собственному рассказу)
- 1963 — Золотой папоротник / Zlaté kapradí
- 1963 — Простите, ошибка! / Promiňte, omyl (ТВ)
- 1965 — Тридцать один градус в тени / Třicet jedna ve stínu (по собственному рассказу)
- 1966 — Убийство по-чешски / Vražda po česku
- 1968 — Правосудие для Сельвина / Spravedlnost pro Selvina (ТВ)
- 1970 — Постоялый двор / Die Herberge (ТВ)
- 1990 — Марта и я / Martha et moi

### Актёр
- 1959 — Такая любовь / Taková láska

### Оператор
- 1949 — Песнь о слёте / Písen o sletu

### Монтажёр
- 1945 — Останемся верны / Verni zustaneme

## Награды
- 1949 — приз за лучший документальный фильм кинофестиваля в Карловых Варах («Песнь о слете»)
- 1951 — Государственная премия ЧССР («Встанут новые бойцы»)
- 1958 — номинация на премию «Золотой лев» 19-го Венецианского кинофестиваля («Волчья яма»)
- 1958 — премия ФИПРЕССИ 19-го Венецианского кинофестиваля («Волчья яма»)
- 1960 — премия «Золотая раковина» VIII Международного кинофестиваля в Сан-Себастьяне («Ромео, Джульетта и тьма»)
- 1963 — номинация на премию «Золотой лев» 24-го Венецианского кинофестиваля («Золотой папоротник»)
- 1963 — Заслуженный артист ЧССР
- 1965 — премия международного союза кинокритиков (UNICRIT) 15-го Берлинского международного кинофестиваля («Тридцать один градус в тени»)
- 1967 — премия «Серебряная раковина» XV Международного кинофестиваля в Сан-Себастьяне («Убийство по-чешски»)